# Mathias Ross
Mathias Ross Jensen (Aalborg, 15 gennaio 2001) è un calciatore danese, difensore dello Sparta Praga in prestito dal Galatasaray.

## Caratteristiche tecniche
È un difensore centrale.

## Carriera

### Club
Cresciuto nel settore giovanile dell'Aalborg, ha esordito in prima squadra il 2 settembre 2018 disputando l'incontro di Superligaen pareggiato 2-2 contro il Randers.

### Nazionale
Ha giocato nelle nazionali giovanili danesi Under-17 ed Under-19.

## Statistiche
Statistiche aggiornate al 22 giugno 2020.

### Presenze e reti nei club
| Stagione        | Squadra         | Campionato      | Campionato | Campionato | Coppe nazionali | Coppe nazionali | Coppe nazionali | Coppe continentali | Coppe continentali | Coppe continentali | Altre coppe | Altre coppe | Altre coppe | Totale | Totale | Totale |
| Stagione        | Squadra         | Comp            | Pres       | Reti       | Comp            | Pres            | Reti            | Comp               | Pres               | Reti               | Comp        | Pres        | Reti        | Pres   | Reti   |        |
| --------------- | --------------- | --------------- | ---------- | ---------- | --------------- | --------------- | --------------- | ------------------ | ------------------ | ------------------ | ----------- | ----------- | ----------- | ------ | ------ | ------ |
| 2018-2019       | Aalborg         | SL              | 9          | 0          | CD              | 0               | 0               |                    | -                  | -                  |             | -           | -           | 9      | 0      |        |
| 2019-2020       | Aalborg         | SL              | 16         | 0          | CD              | 3               | 1               |                    | -                  | -                  |             | -           | -           | 19     | 1      |        |
| Totale carriera | Totale carriera | Totale carriera | 25         | 0          |                 | 3               | 1               |                    | -                  | -                  |             | -           | -           | 28     | 1      |        |

## Palmarès
- Campionato turco: 1

Galatasaray: 2022-2023